# Ја сам твој бог
Ја сам твој бог је југословенски филм из 1983. године. Режирао га је Звонимир Мауцуг који је и написао сценарио.

## Радња
У босанској касаби где проналази преноћиште уморну путницу 
обузимају еротске маштарије. У њеним сновиђењима рецепционер је младић који има проблема с напасним оцем. Овај му брани да се виђа с девојком у коју је момак заљубљен…

## Улоге
| Глумац          | Улога |
| --------------- | ----- |
| Звонимир Мауцуг |       |
| Маја Мрсић      |       |
| Ружица Сокић    |       |
| Исмет Велић     |       |

## Занимљивост
Филм никада није ушао у службену биоскопску дистрибуцију.